# Stelnica
Stelnica é uma comuna romena localizada no distrito de Ialomiţa, na região de Muntênia. A comuna possui uma área de 134.83 km² e sua população era de 1710 habitantes segundo o censo de 2007.